# Blou
Pour le groupe canadien, voir Blou.
Blou est une commune française située dans le département de Maine-et-Loire, en région Pays de la Loire.

## Géographie

### Localisation
Ce village angevin de l'Ouest de la France se situe dans la région angevine du Baugeois, au nord du bassin de la rivière de l'Authion,.
Sa frontière avec Vernantes est bordée par le méridien de Greenwich qui sépare les communes dans l'extrème est de Blou.[réf. nécessaire]
L'autoroute A85 traverse la commune entre l'échangeur de Saumur à Neuillé et l'échangeur de Longué-Jumelles.

### Topographie
Le bourg est dominé par une butte dominant la plaine de l'Authion d'où l'on peut apercevoir la ville d'Angers par temps clair.

### Géologie et relief
Le sous-sol est essentiellement constitué de roches sédimentaires, terrains dominés à l'est par une butte constituée d'un calcaire détritique turonien appelé tuffeau.
De cette butte ont été extraites de très grandes quantités de tuffeau blanc servant à la construction des maisons de la région. Ces galeries ainsi creusées, ont servi au cours du XXe siècle à la culture des champignons de Paris.

### Climat
Pour des articles plus généraux, voir Climat des Pays de la Loire et Climat de Maine-et-Loire.
En 2010, le climat de la commune est de type climat océanique altéré, selon une étude du CNRS s'appuyant sur une série de données couvrant la période 1971-2000. En 2020, Météo-France publie une typologie des climats de la France métropolitaine dans laquelle la commune est exposée à un climat océanique et est dans la région climatique Moyenne vallée de la Loire, caractérisée par une bonne insolation (1 850 h/an) et un été peu pluvieux.
Pour la période 1971-2000, la température annuelle moyenne est de 11,9 °C, avec une amplitude thermique annuelle de 14,7 °C. Le cumul annuel moyen de précipitations est de 648 mm, avec 11,3 jours de précipitations en janvier et 6,2 jours en juillet. Pour la période 1991-2020, la température moyenne annuelle observée sur la station météorologique de Météo-France la plus proche, sur la commune de Saint-Nicolas-de-Bourgueil à 15 km à vol d'oiseau, est de 12,5 °C et le cumul annuel moyen de précipitations est de 612,8 mm,. Pour l'avenir, les paramètres climatiques de la commune estimés pour 2050 selon différents scénarios d'émission de gaz à effet de serre sont consultables sur un site dédié publié par Météo-France en novembre 2022.

## Urbanisme

### Typologie
Au 1er janvier 2024, Blou est catégorisée commune rurale à habitat dispersé, selon la nouvelle grille communale de densité à sept niveaux définie par l'Insee en 2022.
Elle est située hors unité urbaine. Par ailleurs la commune fait partie de l'aire d'attraction de Saumur, dont elle est une commune de la couronne,. Cette aire, qui regroupe 31 communes, est catégorisée dans les aires de 50 000 à moins de 200 000 habitants,.

### Occupation des sols
L'occupation des sols de la commune, telle qu'elle ressort de la base de données européenne d’occupation biophysique des sols Corine Land Cover (CLC), est marquée par l'importance des territoires agricoles (85,9 % en 2018), en diminution par rapport à 1990 (87,5 %). La répartition détaillée en 2018 est la suivante : 
terres arables (57,6 %), zones agricoles hétérogènes (17,2 %), forêts (12,5 %), prairies (11,1 %), zones urbanisées (1,7 %). L'évolution de l’occupation des sols de la commune et de ses infrastructures peut être observée sur les différentes représentations cartographiques du territoire : la carte de Cassini (XVIIIe siècle), la carte d'état-major (1820-1866) et les cartes ou photos aériennes de l'IGN pour la période actuelle (1950 à aujourd'hui).

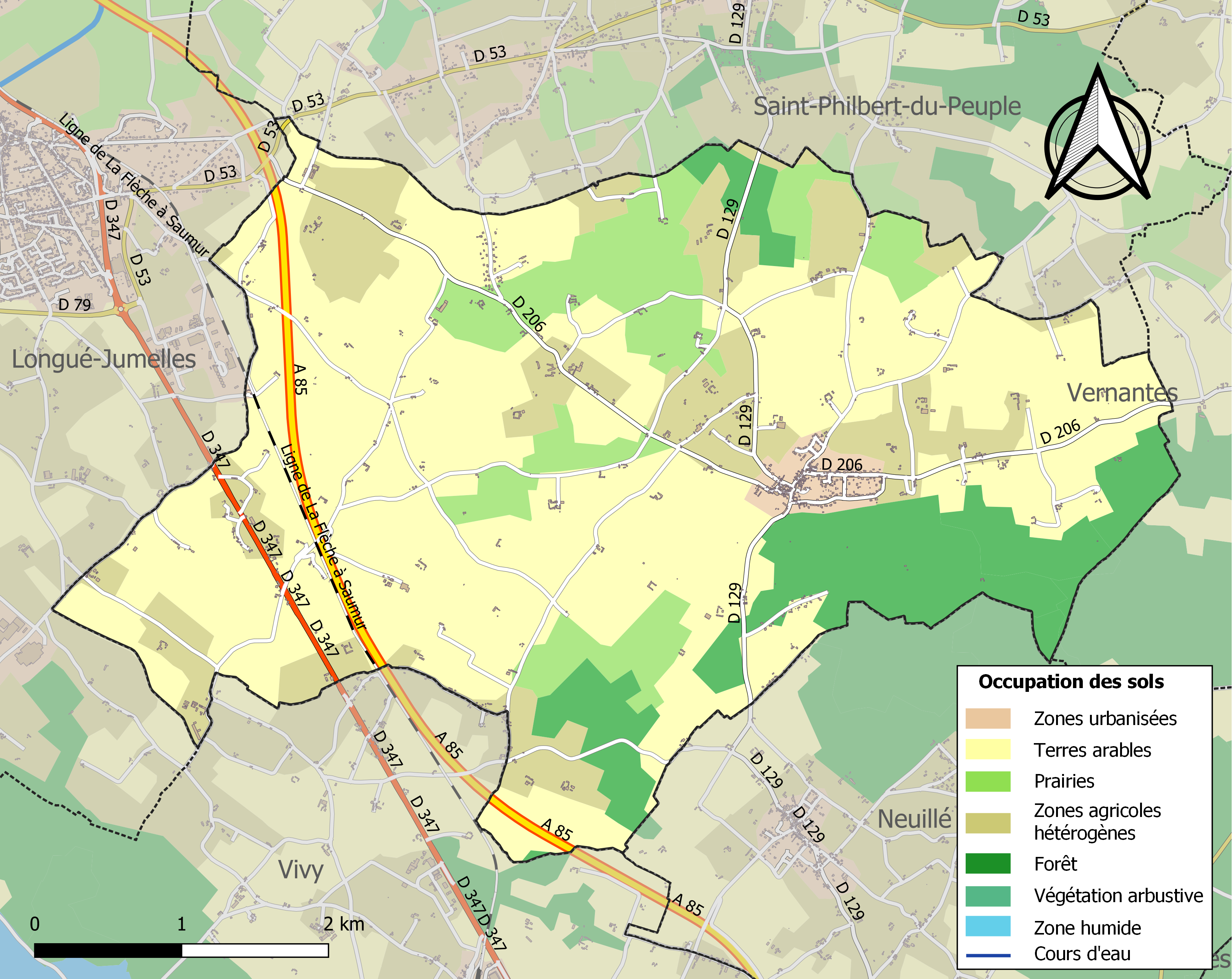
Carte des infrastructures et de l'occupation des sols de la commune en 2018 (CLC).

## Toponymie
Bucardi de Blei en 1040, Blod en 1095, Bloe en 1200, Bleu en 1210, Blua en 1216, Blou en 1258,, Blou en 1793, Blon en 1801 puis Blou. L'origine du nom est obscure mais dont certains pensent qu'elle pourrait provenir de la couleur de certaines terres aux reflets bleus.

## Histoire

### Préhistoire et Antiquité
Sa situation élevée au milieu d'un pays riche, au bord d'une vallée régulièrement inondée, est un refuge naturel dès les premiers âges. Une prospection archéologique du XXe siècle a montré que le territoire de Blou a connu une occupation relativement importante dès la protohistoire,.
Des trouvailles faites à Blou en 1856 indiquent la présence d'un centre gallo-romain important. Les voies antiques qui passaient par Blou ou aux environs immédiats étaient vraisemblablement la grande voie romaine d'Angers Tours par Robrica. Elle y croisait la voie de Saumur au Mans.

### Moyen Âge
Le baron de Blou, héritier des propriétaires gallo-romains, est le présentateur de la cure conférée par l'évêque d'Angers (archiprêtré de Bourgueil). Elle est d'abord chapelle domestique avant d'être transformée en paroisse au Xe ou XIe siècle. Une partie des dîmes est acquittée par les moines de Cunault.

### Ancien Régime
Un marché est passé en 1706 pour l'entretien de l'église. L'autel de la chapelle des fonts baptismaux, estimé gênant, avait été démoli en 1703. La couverture de l'église est réparée en 1707.
Blou dépend au XVIIIe siècle de l'élection de Baugé, du grenier à sel de Saumur, et fait partie en 1788 du district de Baugé.

### Révolution
La commune fait partie en 1790 du district de Baugé et du canton de Longué.
Le curé Thiberge, précédemment vicaire et installé dans ses fonctions en 1747, cesse d'exercer en février 1790. Son vicaire, Olivier d'Olivet, est nommé en mai 1791. Il renonça à toute fonction ecclésiastique sous la Terreur. Jacques Gaussé, chapelain, prête serment et est élu curé constitutionnel de Fontaine-Guérin. Un prêtre nommé Pineau dessert la paroisse en 1800.
Le 6 pluviôse an II, l'agent municipal fait afficher et publier la tenue annuelle de cinq foires. Elles n'auront jamais d'existence réelle. On en revient après la Révolution à l'assemblée de la Saint-Louis, le dernier dimanche d'août.

### Époque contemporaine
Une nouvelle assemblée est créée à la gare à l'ouverture du chemin de fer, se tenant le deuxième dimanche de mai.
L'électricité est établie dans la commune en 1928 et l'éclairage public en 1932.
Pendant la Première Guerre mondiale, 38 habitants perdent la vie. Lors de la Seconde Guerre mondiale, un habitant est tué.

## Politique et administration

### Administration municipale
| Période                                  | Période                     | Identité              | Étiquette | Qualité                                |
| ---------------------------------------- | --------------------------- | --------------------- | --------- | -------------------------------------- |
| 1790                                     |                             | Gendreau              |           |                                        |
| 1792                                     | 1805                        | René Ploquin          |           |                                        |
| 1806                                     |                             | Dr Leblanc            |           |                                        |
| 1809                                     |                             | Pierre Lair           |           |                                        |
| 7 avril 1815                             |                             | Lebrecq               |           |                                        |
| 12 juillet 1815                          |                             | Pierre Lair           |           |                                        |
| 1826                                     |                             | Alexandre de Boylesve |           |                                        |
| 1831                                     |                             | Félix Daguin          |           |                                        |
| 1842                                     |                             | Fr. Faucillon         |           |                                        |
| 1847                                     |                             | Charles Lair          |           |                                        |
| 1884                                     |                             | Henri Lair            |           |                                        |
| 1904                                     |                             | Louis Aucher          |           |                                        |
| 1908                                     |                             | Auguste Fusellier     |           |                                        |
| 1919                                     |                             | Auguste Desfoyers     |           |                                        |
| 1925                                     |                             | Eugène Launay         |           |                                        |
| 1945                                     |                             | Charles Bizard        |           |                                        |
| ...                                      |                             |                       |           |                                        |
| 1991                                     | mars 2008                   | Gérard Bousselin      |           | Agriculteur retraité                   |
| mars 2008                                | mai 2020                    | Marie Seyeux          | DVD       | Conseillère départementale depuis 2015 |
| mai 2020                                 | En cours (au 1er juin 2020) | Jean-Philippe Rétif   |           | Agriculteur                            |
| Les données manquantes sont à compléter. |                             |                       |           |                                        |

### Intercommunalité
La commune est membre de la communauté d'agglomération Saumur Val de Loire, après disparition de la communauté de communes Loire Longué, elle-même membre du syndicat mixte Pays des Vallées d'Anjou.

### Autres circonscriptions
La commune fait partie du canton de Longué-Jumelles et de l'arrondissement de Saumur.
Jusqu'en 2014, le canton de Longué-Jumelles compte huit communes, dont Blou. Dans le cadre de la réforme territoriale, un nouveau découpage territorial pour le département de Maine-et-Loire est défini par le décret du 26 février 2014. La commune reste rattachée à ce même canton de Longué-Jumelles, avec une entrée en vigueur au renouvellement des assemblées départementales de 2015.

## Population et société

### Démographie

#### Évolution démographique
L'évolution du nombre d'habitants est connue à travers les recensements de la population effectués dans la commune depuis 1793. Pour les communes de moins de 10 000 habitants, une enquête de recensement portant sur toute la population est réalisée tous les cinq ans, les populations de référence des années intermédiaires étant quant à elles estimées par interpolation ou extrapolation. Pour la commune, le premier recensement exhaustif entrant dans le cadre du nouveau dispositif a été réalisé en 2005.

En 2022, la commune comptait 938 habitants, en évolution de −6,01 % par rapport à 2016 (Maine-et-Loire : +2,12 %, France hors Mayotte : +2,11 %).
| 1793 | 1800 | 1806  | 1821  | 1831  | 1836  | 1841  | 1846  | 1851  |
| ---- | ---- | ----- | ----- | ----- | ----- | ----- | ----- | ----- |
| 995  | 937  | 1 018 | 1 036 | 1 110 | 1 083 | 1 054 | 1 042 | 1 061 |

| 1856  | 1861  | 1866  | 1872  | 1876  | 1881  | 1886  | 1891  | 1896  |
| ----- | ----- | ----- | ----- | ----- | ----- | ----- | ----- | ----- |
| 1 045 | 1 087 | 1 039 | 1 030 | 1 065 | 1 050 | 1 069 | 1 089 | 1 086 |

| 1901  | 1906  | 1911  | 1921 | 1926 | 1931 | 1936 | 1946 | 1954 |
| ----- | ----- | ----- | ---- | ---- | ---- | ---- | ---- | ---- |
| 1 035 | 1 041 | 1 006 | 985  | 918  | 927  | 940  | 949  | 998  |

| 1962 | 1968 | 1975 | 1982 | 1990 | 1999 | 2005 | 2006 | 2010  |
| ---- | ---- | ---- | ---- | ---- | ---- | ---- | ---- | ----- |
| 902  | 867  | 823  | 799  | 752  | 824  | 939  | 946  | 1 022 |

| 2015  | 2020 | 2022 | - | - | - | - | - | - |
| ----- | ---- | ---- | - | - | - | - | - | - |
| 1 007 | 955  | 938  | - | - | - | - | - | - |

#### Pyramide des âges
La population de la commune est relativement jeune.
En 2018, le taux de personnes d'un âge inférieur à 30 ans s'élève à 36,4 %, soit en dessous de la moyenne départementale (37,2 %). À l'inverse, le taux de personnes d'âge supérieur à 60 ans est de 22,8 % la même année, alors qu'il est de 25,6 % au niveau départemental.
En 2018, la commune comptait 519 hommes pour 476 femmes, soit un taux de 52,16 % d'hommes, largement supérieur au taux départemental (48,63 %).
Les pyramides des âges de la commune et du département s'établissent comme suit.
| Hommes | Classe d’âge | Femmes |
| ------ | ------------ | ------ |
| 0,4    | 90 ou +      | 1,8    |
| 5,7    | 75-89 ans    | 6,8    |
| 14,8   | 60-74 ans    | 16,3   |
| 22,8   | 45-59 ans    | 21,4   |
| 17,9   | 30-44 ans    | 19,6   |
| 15,5   | 15-29 ans    | 13,2   |
| 23,0   | 0-14 ans     | 20,9   |

| Hommes | Classe d’âge | Femmes |
| ------ | ------------ | ------ |
| 0,9    | 90 ou +      | 2,1    |
| 7      | 75-89 ans    | 9,5    |
| 16,2   | 60-74 ans    | 16,9   |
| 19,4   | 45-59 ans    | 18,7   |
| 18,2   | 30-44 ans    | 17,5   |
| 18,8   | 15-29 ans    | 17,6   |
| 19,5   | 0-14 ans     | 17,6   |

### Enseignement
L'école de garçons est achetée par la commune en 1848. Tout d'abord réparée en 1882-1884, des agrandissements sont réalisés en 1906. L'école des filles, située route de Vernantes, était établie en 1905 dans une maison appartenant au comte Charles Lair.

## Économie

### Revenus de la population et fiscalité
Le revenu fiscal médian par ménage sur Blou est en 2018 de 20 190 €, pour une moyenne sur le département de 21 110 €.

### Population active et emploi
La population âgée de 15 à 64 ans s'élève en 2017 à 602 personnes (pour 604 en 2007), parmi lesquelles on compte 81 % d'actifs dont 71 % ayant un emploi et 9 % de chômeurs.
À cette même période, on compte 131 emplois dans la commune, contre 112 en 2007. Le nombre d'actifs ayant un emploi résidant dans la commune étant de 431. L'indicateur de concentration d'emploi est de 65 %, ce qui signifie que la commune offre un nombre d'emplois inférieur au nombre d'actifs, indicateur en légère baisse par rapport à 2007 (66 %).

### Activités économiques
La viticulture y est peu implantée au début du XXe siècle et se développe par la suite, comptant 46 hectares en 1921, puis 75 au milieu des années 1960.
Les carrières de tuffeau présentes au XIXe siècle, servant à la construction de maisons, le sont toujours dans les années 1960. Des carrières de silex, servant à l'empierrement des routes, sont également présentes à cette époque.
Au XXIe siècle, sur 67 établissements présents sur la commune à fin 2010, 45 % relèvent du secteur de l'agriculture (pour une moyenne de 17 % sur le département), 8 % du secteur de l'industrie, 8 % du secteur de la construction, 31 % de celui du commerce et des services et 9 % du secteur de l'administration et de la santé. Cinq ans plus tard, en 2015, sur les 77 établissements présents, 36 % relèvent du secteur de l'agriculture (pour une moyenne de 11 % sur le département), 5 % du secteur de l'industrie, 9 % de celui de la construction, 43 % du secteur du commerce et des services et 6 % de celui de l'administration et de la santé.

## Culture locale et patrimoine

### Lieux et monuments
L'église Notre-Dame est un édifice roman dont la nef date du XIIe siècle. L'édifice a été restauré a plusieurs reprises, dont en 1861-1864 par l'architecte Charles Joly-Leterme, et en 1926-1928. Elle est classée au titre des monuments historiques,,.
Autres édifices : Le manoir de Champs Baugé est un édifice des XVIe et XVIIIe siècles, complété au XIXe. Le manoir Notre-Dame Sainte-Catherine date des XVIe, XVIIe et XIXe siècles. Le moulin Duvau de Blou (ou de la Croix-Orée) est un moulin à vent cavier du XVIIIe siècle. Le château de la Baronnie date des XVIe, XVIIe et XIXe siècles.
Le château de la Modtais, des XVIIIe et XIXe siècles, est devenu au début du XXIe siècle un centre spirituel tibetin. Des moines Bön y résident et sont bien accueillis par la population blosienne. Ils accueillent des séminaires,.
La ferme du Petit Mésanger, des XVIIe et XVIIIe siècles, remaniée au XIXe, appartenait aux templiers puis aux hospitaliers de Saint-Jean-de-Jérusalem.